# ستريت فايتر
ستريت فايتر (بالإنجليزية: Street Fighter) (مقاتل الشوارع)، سلسلة ألعاب قتال بدأت في اليابان عام 1987 على أجهزة الـ Arcade وتطورت إلى أن أصبحت على العديد من المنصات من بينها الحاسب الشخصي، البلايستايشن، البلايستايشن 2 والبلاي ستايشن 3. انتشرت في أوروبا وأمريكا في عام 1989 على آلات الألعاب، كما أن اللعبة صنع منها فيلم ستريت فايتر وهي من إنتاج شركة كابكوم.

## ألعاب السلسلة
- ستريت فايتر
- ستريت فايتر II
  - ستريت فايتر II: ذا وورلد واريور
  - ستريت فايتر II': تشامبيون إيديشن
  - ستريت فايتر II': هايبر فايتينج
- سوبر ستريت فايتر II
  - سوبر ستريت فايتر II تيربو
  - سوبر ستريت فايتر II تيربو ريفايفال
  - سوبر ستريت فايتر II تيربو إتش دي ريمكس
- ستريت فايتر ألفا
- ستريت فايتر ألفا: واريورز دريمز
- ستريت فايتر ألفا 2
- ستريت فايتر ألفا 3
- ستريت فايتر EX
  - ستريت فايتر EX2
  - ستريت فايتر EX3
- ستريت فايتر III
  - ستريت فايتر III: سكند إمباكت
  - ستريت فايتر III: ثيرد سترايك
- ستريت فايتر IV
- سوبر ستريت فايتر IV
- سوبر ستريت فايتر IV آركيد ادشين
- ستريت فايتر إكس تيكن
- الترا ستريت فايتر IV

## روابط خارجية
- ستريت فايتر على موقع الموسوعة البريطانية (الإنجليزية)
- ستريت فايتر على موقع ميوزك برينز (الإنجليزية)